# Seututie 551
Pour les articles homonymes, voir Route 551.
La route régionale 551 (finnois : Seututie 551) est une route régionale allant du quartier Pitkälahti de Kuopio jusqu'à Ahveninen à Vesanto en Finlande,,.

## Présentation
La seututie 551 est une route régionale de Savonie du Nord.

## Parcours
- Kuopio
  - Pitkälahti
  - Haminalahti
  - Rytky
  - Pihkainmäki
  - Ilopuro
  - Syvänniemi
  - Souru
  - Aittolahti
  - Karttula
  - Hatunkivi
  - Kissakuusi
- Tervo
  - Kivikylä
  - Keiteleen th
  - Niinivedenpää
- Vesanto
  - Linjalanlahti
  - Ahveninen